# 邁洛 (密蘇里州)
邁洛（英語：Milo）是位於美國密蘇里州弗農縣的村。

## 人口
根據2020年美國人口普查的數據，邁洛的面積為0.20平方千米，皆為陸地。當地共有人口57人，而人口密度為每平方千米285人。